# Inuitter
Inuitter (ental inuit) er en fællesbetegnelse for den oprindelige befolkning i Grønland, det nordligste Canada, det nordligste og vestligste Alaska og alleryderst på Tjukotka-halvøen i Rusland.
De inuitiske folkeslag omfatter de canadiske inuit og inuvialuit, kalaallit i Grønland og inupiaq i Alaska. De er beslægtede med yupik i Alaska og Rusland, som ikke stammer fra Thule-kulturen og ikke er inuit.
Inuit Circumpolar Council (ICC), der blev grundlagt i 1977, er en paraplyorganisation for alle inuit i Grønland, Canada, Alaska og Rusland. Ifølge ICCs hjemmeside repræsenterer organisationen ca. 180.000 mennesker (2024). Siden 2022 har Sara Olsvig fra Grønland været præsident for ICC.
Ordet eskimo har været brugt historisk under og efter kolonitiden, men anses i dag for forældet og potentielt stødende.

## Etymologi
Ordet inuit stammer fra inuktitut og betyder "menneskene". Entalsudgaven af ordet er inuk. Ordene har samme betydning på grønlandsk. På dansk opfattes inuit som ental, og inuitter er flertalsformen. I blandt andet forskerkredse bruges dog "inuit" som flertalsform på dansk.

## Geografisk fordeling
Inuit er fordelt i hele det nordamerikanske kystområde fra Alaska i vest over øhavet nord for det canadiske fastland til Grønland i øst. De blev i begyndelsen af det 20 århundrede inddelt i to hovedgrupper, de vestlige og de østlige. De vestlige omfattede folkene omkring Mackenzie-flodens munding og på Alaskas kyst fra Point Barrow til Kadiak Island og Prince William Sound, samt en lille gruppe på den asiatiske (russiske) side af Beringstrædet, der var kendt under navnene yuit eller namollo. De østlige inuit var den største gruppe og blev inddelt i henholdsvis centrale inuit i øhavet fra Baffin Land til Victoria Island, Labrador-inuit samt Kalaallit (grønlænderne), der af geografiske og historiske grunde inddeltes i tre særskilte grupper: vestgrønlænderne, der var kristne og stærkt europæisk påvirkede, østgrønlænderne eller Ammassalik-inuit, samt Kap York-inuit, også kaldet Thule-inuit, opkaldt efter Cape York nær Havighivik (Savissivik) i Nordgrønland.
Desuden findes i hvert fald to befolkninger, der delte den inuitiske levevis men havde deres eget sprog. Det var de fåtallige aleuter på øgruppen Aleuterne og kyst-tjuktjerne på den sibiriske Tjuktjerhalvø.
I begyndelsen af det 20. århundrede var det samlede antal inuit og andre inuitiske folkegrupper omkring 40.000, heraf en tredjedel i Grønland. Siden er antallet vokset kraftigt, men fordelingen uændret.

## Inuit og sprog
Ordet inuit betyder mennesker. Og når ICC har valgt at bruge dette ord i organisationens titel, er det formodentlig, fordi inuit udgør flertallet af de folk, organisationen repræsenterer. Men der er en række andre folk, som sammen med inuit udgør den eskaleutiske sprogfamilie, som sprogligt set adskiller sig markant fra alle andre sprogfamilier, herunder andre oprindelige folk i både Canada, Alaska og Rusland.

## Den eskaleutiske sprogfamilie
Alle folkene i den eskaleutiske sprogfamilie er gennem århundreder indvandret til Nordamerika via Beringstrædet. I tidens løb har flere fortsat vandringen længere østpå og slået sig ned i Alaska, Canada og Grønland. Men på trods af de mange tusinde kilometers afstand er der en overraskende og tydelig sproglig samhørighed. Herunder er eksemplificeret med ordene for menneske og hus.
|                    | Menneske (ental/flertal) | Hus (ental) |
| ------------------ | ------------------------ | ----------- |
| Vestgrønland       | inuk/inuit               | illu        |
| Thuleområdet       | inugh/inughuit           | iglu        |
| Canada             | inuk/inuit               | iglu        |
| Nordlige Alaska    | inupiaq/inupiat          | iglu        |
| Sydvestlige Alaska | yupik/yuppit             | englu       |
| Tjukotka           | yupik/yupiget            | enlu        |

### Grupper i den eskaleutiske sprogfamilie
Foruden de her nævnte hovedgrupper i den eskaleutiske sprogfamilie er der en række undergrupper eller dialekter med sproglige variationer.
Da Knud Rasmussen i årene 1921-1924 rejste fra Grønland over Canada og Alaska til Tjukotka, konstaterede han, at han i varierende omfang var i stand til med sit grønlandske modersmål at gøre sig forståelig med de mennesker, han mødte. Dog stod det ham klart, da han ankom til Nome midt på Alaskas vestkyst, at han ikke umiddelbart kunne gøre sig forståelig med befolkningen (yuppit) syd for Nome – men det var samtidig tydeligt for ham, at yuppit tilhører den samme sprogfamilie.

### Skriftsystem
Inukhtitut-talende i det selvstændige territorie Nunavut, samt Nunavik og Nunatsiavut i henholdsvis Quebec og Labrador i Canada, har deres eget skriftsystem af abugida-typen, som i 1976 blev ligestillet med latinske bogstaver af sprogkommissionen for The Inuit Cultural Institute.

## Inuit og traditionel tid
I tiden før europæisk påvirkning gjaldt det for næsten alle inuit, at de boede tæt på kysterne og primært ernærede sig ved fangst af havdyr og anden udnyttelse af havets ressourcer. En undtagelse herfra var ’nunamiut’ (landboerne), der bosatte sig i indlandet i det nordlige Alaska.

### Handelsnetværk
Langt på vej var inuit selvforsynende, men der eksisterede samtidig udbredte handelsnetværk, hvor inuit kunne bytte egne produkter (kød, skind, tran og tand fra havdyr) med produkter, som nabofolkene var i besiddelse af.

### Boligform
Inuit boede almindeligvis sammen i udvidede familiegrupper, og nogle steder boede flere familier sammen i et fælleshus. Kun de centralcanadiske inuit benyttede snehytter (iglo) som vinterbolig. Det mest udbredte var, at vinterhusene var bygget af tørv, sten og træ (drivtømmer). Skindtelte blev brugt om sommeren, hvor landsbyens indbyggere typisk i mindre grupper flyttede hen til de steder, hvor fangstdyr og/eller fisk var lettest at få fat på.

### Ægteskab
Sociale bånd blev knyttet gennem ægteskab, adoption, navnefællesskab og partnerskaber. Ægteskab blev i reglen indgået uden ceremonier; flerkoneri forekom blandt storfangere og magtfulde mænd, og konflikter mellem mænd havde ofte rod i stridigheder om kvinder. Der kendes også eksempler på konebytte under varierende vilkår og med forskellige forpligtelser.

### Kvinder og mænd
I det daglige liv var arbejdsdelingen baseret på køn. Mænd stod for fangst af dyr, tilvirkning af redskaber og bygning af boliger og både, mens kvinderne varetog tilberedning af byttet og føden, skindarbejde og syning af tøj samt indsamling af bær og urter.

### Autoritet
Autoritet afhang af både alder og køn. Særlige personligheder (storfanger/piniartorsuaq) kunne øve indflydelse, der rakte ud over den nære familie, og visse steder var lederskab mere formaliseret og gik i nogle tilfælde i arv fra far til søn. Desuden var der åndemanerne, som havde en særlig status i kraft af deres forbindelse til åndeverdenen.

### Fælles kulturarv
Der var naturligvis variationer fra sted til sted, hvad disse forhold angår; men det er påfaldende, hvor mange kulturelle elementer, der faktisk var genkendelige indenfor hele inuit-området. Det gælder for eksempel brugen af konebåde (umiaq/angyak) og hundeslæder, beklædning, sang og dans akkompagneret af trommespil samt myter og sagn.

## Inuit og europæerne
Bortset fra nordboerne, der bosatte sig i Sydvestgrønland kort før år 1000 og ca. 500 år frem, fandt de første spredte møder mellem inuit og europæiske hvalfangere og opdagelsesrejsende først sted fra slutningen af 1500-tallet. I de følgende århundreder øgedes kontakten mellem inuit og europæere som følge af hvalfangeres, kristne missionærers og ekspeditioners stadigt hyppigere besøg længere og længere mod nord.
I fortsættelse af de første kontakter kom der også handelsfolk, som for alvor introducerede europæiske varer som vævet stof, perler, redskaber af metal, sukker, tobak, alkohol og meget mere. Befolkningen i Ammassalik i Østgrønland var den sidste gruppe, der fik kontakt med europæere, der nåede dertil så sent som i 1884.

### Følger af kulturmøderne
Kontakten med europæerne udsatte inuit for hidtil ukendte sygdomme, der mange steder fik epidemisk karakter og reducerede befolkningerne kraftigt. Et andet resultat af kontakten med europæerne var en teknologisk udvikling med indførelse af nye materialer, våben og redskaber. Samtidig hermed fik introduktion af kristendom en markant indflydelse på inuits sociale mønstre og forestillingsverden.
Kontakten med europæerne betød også en voksende afhængighed af kontakt med verden uden for, hvilket blev særligt tydeligt efterhånden, som der blev etableret butikker, skoler, sygehuse/klinikker, socialhjælp, pensioner mm. Endnu en voldsom ændring har inuit-folkene været udsat for som følge af kontakten med omverdenen: Nye bosættelsesmønstre.
Traditionelt var inuit meget nomadiserende, fordi det var afgørende for deres overlevelse at være netop dér, hvor årstidens fangstdyr dukkede op. I takt med introduktion af butikker, kirker, skoler og sygehuse er befolkningerne blev langt mere bofaste. Hertil kommer, at der flere steder har været tale om egentlige tvangsflytninger som følge af de enkelte landes politiske beslutninger.
Den her i korthed skitserede udvikling foregik dog i meget forskellige tempi i det enorme område, hvori inuit boede og bor – en udvikling, som i forskelligt omfang blev styret af de fire nationalstaters interesser i forhold til inuit samt af lokalområdernes ressourcer.

## Inuit og nutiden
I lighed med oprindelige folk mange andre steder i verden har inuit i voksende grad inden for de seneste 50 år opnået øget selvbestemmelse og tilkæmpet sig ret til at forsvare og fastholde egne sprog og andre kulturelle udtryk.

### Selvbestemmelse, hjemmestyre og selvstyre
For eksempel fik alle oprindelige folk i Alaska med Alaska Native Claims Settlement Act (ANCSA) tildelt landområder og en sum penge – mod at afstå fra yderligere krav. I Grønland blev der i 1979 indført hjemmestyre, som i 2009 blev opgraderet til selvstyre. I Canada i 1999 blev delstaten Nunavut oprettet, hvor inuit udgør majoriteten og har stor selvbestemmelse i interne anliggender. Der findes ikke tilsvarende initiativer i Rusland, hvilket blandt andet har at gøre med, at inuit-befolkningen (yupiget) kun udgør omkring 1000 personer.

### Kolonisering
Selvom udviklingen og de politiske forhold er forskellige inden for de respektive nationalstater, så er det fælles for inuit-befolkningerne, at de er minoriteter, og at de i varierende omfang har været udsat for undertrykkelse og påtvungne samfundsmæssige, økonomiske og kulturelle tiltag, der blev gennemført på de nationale regeringers initiativer. Både dette og den fælles oprindelige kultur er baggrunden for ICCs oprettelse og aktiviteter.

### Lokal selvbestemmelse
I forskelligt omfang varetages uddannelse, sundhedsvæsen, politifunktioner og nyhedsmedier i dag i stigende grad af de lokale inuit-samfund. Men på trods af lokal selvbestemmelse er inuit-sproget flere steder i tilbagegang. I Tjukotka er det næsten uddødt, og flere steder i Alaska og Canada er inuit-sproget under hårdt pres.
Selv i Grønland, hvor grønlandsk er et helt officielt sprog, der anvendes i alle mulige samfundssammenhænge, er der områder, hvor dansk eller engelsk dominerer. Den nærliggende årsag hertil er ikke det officielle Grønlands ligegyldighed, men det forhold, at den grønlandske befolkning er så lille, at der fortsat er specialistuddannelser, som kun kan opnås ved højere læreanstalter i Danmark eller udlandet eller ved at tilkalde personer udefra, som ikke taler grønlandsk.